# 熊井忠基
熊井 忠基（くまい ただもと、生没年不詳）は、平安時代末期から鎌倉時代の武士で、源義経の側近。名は太郎。忠元とも。

## 略歴
『本朝武功正伝』によると一ノ谷の戦いで功を立てた。『武蔵国郡村誌』によると熊井（現在の埼玉県比企郡鳩山町）には忠基の館跡があり、そこには忠元が甲冑を埋めた鎧塚がある。